# Liponeura anatolica
Liponeura anatolica är en tvåvingeart som beskrevs av Peter Zwick 1972. Liponeura anatolica ingår i släktet Liponeura och familjen Blephariceridae.
Artens utbredningsområde är Turkiet. Inga underarter finns listade i Catalogue of Life.